# Доски Сегена
Доски Сегена — разборные картинки, специальные доски с выемками разной степени сложности. Изобретены французским врачом и педагогом Эдуардом Сегеном (1812—1880), одним из основоположников олигофренопедагогики.

## Описание
Тестируемый должен вставлять обратно на место формы, соответствующие выемкам. В процессе работы можно отследить способность восприятия и повторения форм или цвета, составления сложных конструкций, скорость понимания и выполнения задания, способность получать удовольствие от успешного выполнения задания и т. п.
Ценность таких развивающих тестов заключается в отсутствии необходимости объяснять задание словами, что важно при работе с умственно-отсталыми пациентами или с пациентами, страдающими слухо-речевыми затруднениями. Достаточно положить вынимающиеся формы на свои места, а потом на глазах у тестируемых их оттуда извлечь, показав, как они вставляются обратно.